# Raorchestes chotta
Raorchestes chotta es una especie de anfibio anuro de la familia Rhacophoridae.

## Distribución geográfica
Esta especie es endémica del distrito de Thiruvananthapuram en el estado de Kerala en la India en los Ghats occidentales.

## Etimología
El nombre específico chotta proviene del hindú chotta, que significa pequeño, en referencia al pequeño tamaño de esta especie.

## Publicación original
- Biju & Bossuyt, 2009: Systematics and phylogeny of Philautus Gistel, 1848 (Anura, Rhacophoridae) in the Western Ghats of India, with descriptions of 12 new species. Zoological Journal of the Linnean Society, vol. 155, p. 374-444.[4]